# Sertulipora guttata
Sertulipora guttata is een mosdiertjessoort uit de familie van de Phoceanidae. De wetenschappelijke naam van de soort werd voor het eerst geldig gepubliceerd in 1992 door Harmelin & d'Hondt.